# Stora synagogan i Rom
Stora synagogan i Rom (italienska: Tempio Maggiore di Roma) är den största synagogan i Rom. Den byggdes mellan 1901 och 1904 vid floden Tibern, intill det tidigare judiska gettot. Synagogan är ritad av Osvaldo Armanni och Vincenzo Costa i så kallad assyrisk-babylonisk stil.
Synagogan fungerar som kulturellt centrum för la Comunità Ebraica di Roma (Roms judar).